# Teodor Koskenniemi
Pour les articles homonymes, voir Koskenniemi.
Teodor Koskenniemi, né le 5 novembre 1887 à Vihti et mort le 15 mars 1965 à Vihti, est un athlète finlandais spécialiste du cross-country.

## Palmarès

### Jeux olympiques d'été
- Jeux olympiques d'été de 1920 à Anvers,  Belgique
  -  Médaille d'or du cross par équipes
  - 4e sur 5000 m
  - 6e du cross individuel